# Bartolomeu Lourenço de Gusmão

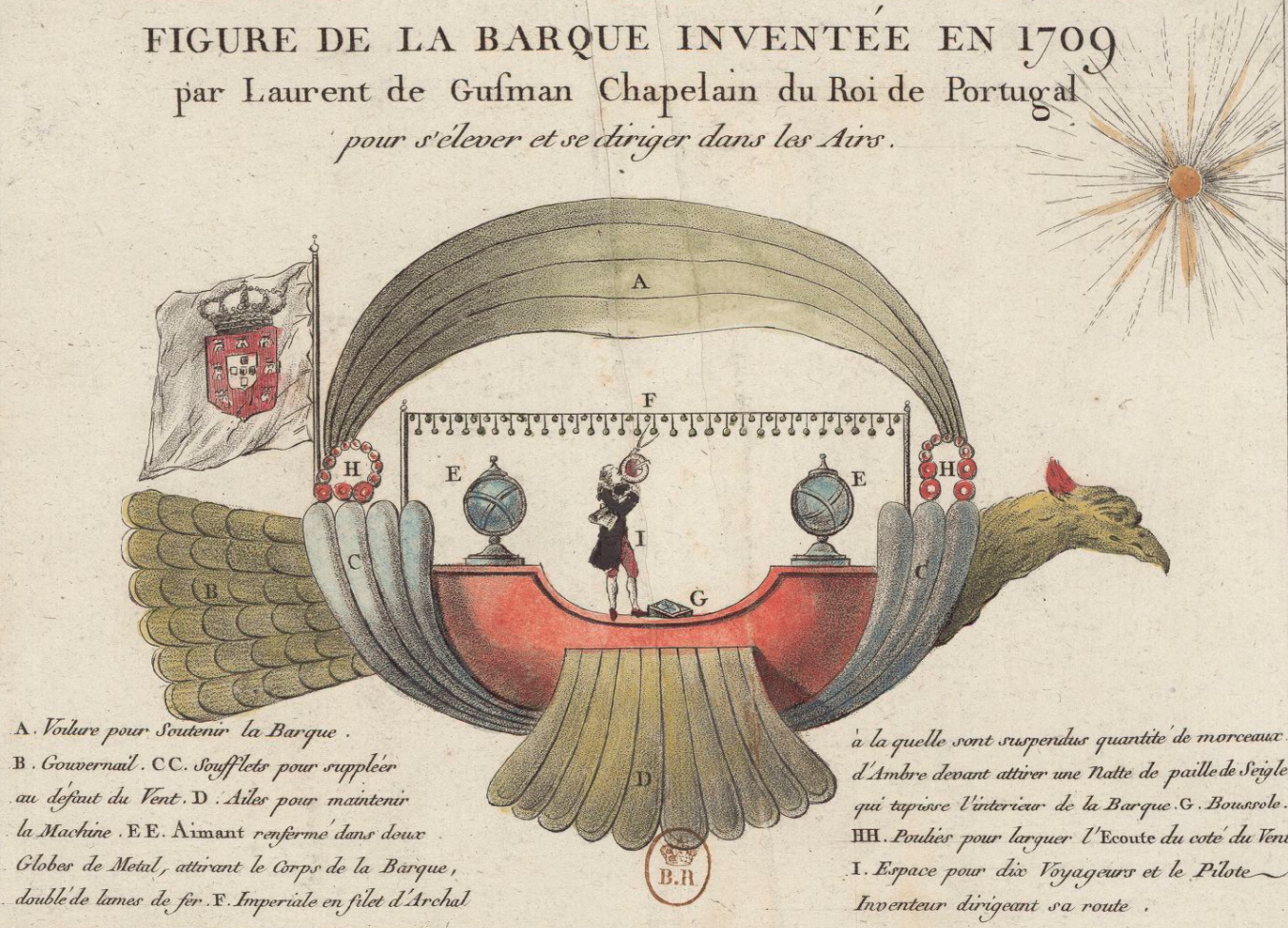
Passarola, el aerostato de Bartolomeu de Gusmão.

Bartolomeu Lourenço de Gusmão (villa de Santos, Brasil, en aquel tiempo colonia portuguesa, diciembre de 1685 - Toledo, España, 18 de noviembre de 1724) fue un inventor y sacerdote jesuita.

## Biografía
Consta en el "Arquivo da Curia Metropolitana de São Paulo" que fue bautizado el lunes 19 de diciembre de 1685 en la Iglesia Parroquial de vila de Santos por el padre Antonio Correia Peres.
Era el cuarto de los doce hijos (seis varones y seis mujeres) de Francisco Lourenço y María Álvares. Uno de sus hermanos, Alexandre de Gusmão, alcanzaría también notoriedad como diplomático en el reinado del rey Juan V de Portugal.
A los 15 años fue a Portugal. Terminó sus estudios en la Universidad de Coímbra, donde destacó por su devoción a la física y las matemáticas. 
Entre 1713 y 1716 viajó por Europa, donde fue registrado (en Holanda) un invento de un "Sistema de lentes para asar carne al Sol", atribuido al padre Gusmão.
Se comenta que una pompa de jabón se elevó cuando pasó por encima de una vela y fue lo que le motivó para realizar un proyecto de algo que fuera más leve que el aire.
Solicitó al rey D. Juan V la petición de privilegio de patente sobre la invención de "su instrumento de andar por el aire" capaz de hacer 200 leguas por día, sus ventajas sobre la guerra, el comercio y las comunicaciones, dejando imprecisos e incompletos la apariencia, el material de construcción y modo de funcionamiento, derecho que le fue concedido el 19 de abril de 1709. Realizó varias experiencias previas con globos de papel antes de presentarlo públicamente.
Para el tema de gastos, D. Juan V decidió conocer aquel aparato y en 1709 Bartolomeu presentó una petición al rey Juan V de Portugal para realizar una demostración aérea en globo de aire caliente no tripulado. El día 8 de agosto de 1709 realizó dicha presentación en el palacio de la Casa de Indias de Lisboa, ante el rey Juan V de Portugal, la reina, embajadores, cuerpo diplomático, dignatarios religiosos y demás corte, consiguiendo elevarlo cuatro metros por encima del suelo, dejando impresionados a los observadores. Nunca más volvió a realizar otra presentación pública; desde entonces fue conocido como el "padre volador". Tiene el privilegio de haber sido el precursor de la aeronáutica y de realizar la primera experiencia pública de un globo aerostático.

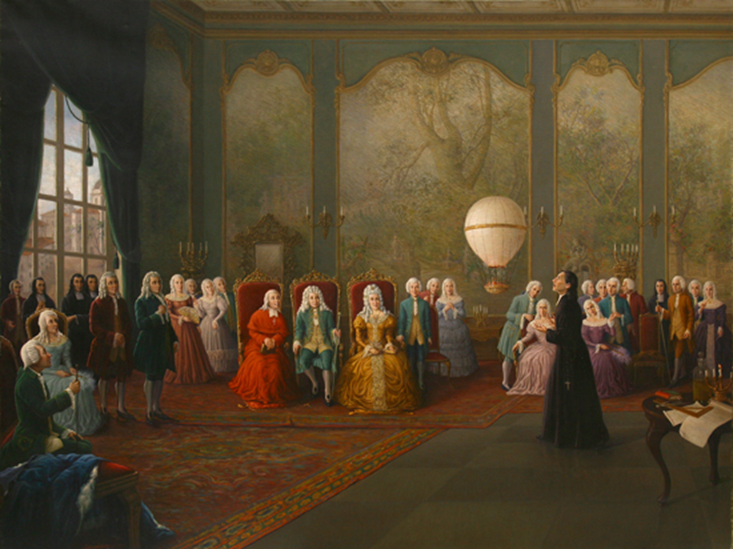
Bartolomé de Guzmán presentando sus prototipos ante la corte de Juan V de Portugal en el Palacio de la Casa de Indias de Lisboa, en agosto de 1709.

El aerostato fue denominado Passarola.
El cardenal de Lisboa (futuro papa Inocencio XIII) advirtió de los riesgos de incendio que podía representar dicho artilugio, y más tarde Bartolomeu fue ridiculizado y declarado "socio del diablo". De su estancia por Europa se dirigió otra vez a Portugal, donde fue difamado por la Santa Inquisición. Perseguido, se vio obligado a huir a España en 1724; afectado de fiebres, ingresó en el hospital de la Misericordia de Toledo, donde falleció por la noche a los casi 39 años de edad.
Su historia y la de su invención (la Passarola) fue motivo de una novela de José Saramago, Memorial del convento. En la novela, una de las más representativas del autor portugués, la Passarola se elevaba en los aires y se trasladaba gracias a las voluntades humanas que Blimunda Sietelunas se ocupaba de coleccionar.